# Maria Jeibmann
Maria Jeibmann geb. Arenz (* 9. Dezember 1927 in Düsseldorf; † 15. Mai 1993 ebenda) war eine deutsche Leichtathletin, die – für die Bundesrepublik startend – in den 1950er und frühen 1960er Jahren als Sprinterin aktiv war. Sie startete für den Düsseldorfer SC 99 und nach ihrer Heirat mit dem Trainer Günter Jeibmann (1954) für den Wuppertaler SV.
Maria Jeibmanns Spezialstrecke waren die damals von Frauen noch wenig gelaufenen 400 Meter. Nachdem im Jahr 1958 die erste deutsche Frauenmeisterschaft über 400 Meter von der 800-Meter-Spezialistin Antje Gleichfeld gewonnen worden war, ging der Titel dreimal in Folge an die über 30-jährige Maria Jeibmann (1959–1961).
Unter ihrem Geburtsnamen Arenz war sie bereits über die kürzere 200-Meter-Distanz aufgetreten. 1953 und 1954 wurde sie Vizemeisterin, 1955 und 1961 jeweils Dritte.
1962 beendete sie ihre Karriere mit dem Gewinn bei den deutschen Hallenmeisterschaften über 400 Meter sowie einem zweiten Platz über 200 Meter und einem dritten Platz über 400 Meter bei den Freiluftmeisterschaften. Mit 55,6 s erzielte die inzwischen 34-jährige ihre persönliche Bestzeit.
Maria Jeibmann nahm an zwei Europameisterschaften teil, kam jedoch nicht in die Endläufe. 1954 in Bern schied sie über 200 Meter im Zwischenlauf mit 25,0 s aus. In der Staffel, die die Silbermedaille gewann, war sie nicht vertreten. Vier Jahre später, 1958 in Stockholm, versuchte sie sich auf der erstmals für Frauen internationalen 400-Meter-Distanz, schied jedoch schon im Vorlauf als Vierte in 55,9 s aus. Ein zweiter Anlauf bei den Olympischen Spielen 1960 in Rom blieb ihr verwehrt, da die 400 Meter der Frauen erst 1964 ins olympische Programm aufgenommen wurden.
Nach Beendigung ihrer aktiven Laufbahn war Maria Jeibmann für den Leichtathletik-Verband Niederrhein als Frauen- und Jugendwartin tätig. Von 1982 bis 1984 war sie Vorstandsvorsitzende des Leichtathletik-Verbandes Nordrhein. Im Jahr 1993 wurde ihr der Hanns-Braun-Wanderpreis für besondere Leistungen und außerordentliche Verdienste in der Führung der deutschen Leichtathletik verliehen.
Der Förderverein „Freunde der Leichtathletik“ vergibt alljährlich den Maria-Jeibmann-Preis.